# 日语广播
日语广播（日语：日本語放送，にほんごほうそう），广义上是指使用日语进行无线电广播，狭义上指在日本国外对日本进行的日语国际广播。以下将对其狭义含义进行说明。

## 初期
1941年，中国延安新华广播电台（中央人民广播电台和中国国际广播电台的前身）日语广播开播。
1942年，美国之音日语广播开播，同年，苏联莫斯科之声电台(现俄罗斯之声电台)日语广播开播。
1943年，英国广播公司日语广播开播。
在二战中，日语广播多被同盟国用来对日本进行反战宣传。二战末期，美国之音常通过其日语广播进行空袭预报。在当时，收听短波广播被日本法律所禁止，被发现偷听“敌台”广播者可依法被判处死刑。

## 正在进行日语国际广播的电台

### 亚洲
- 印度尼西亚之声
- 泰国广播电台国际台
- 韩国国际广播电台
- FEBC (HLAZ)
- 台湾中央广播电台
- 中国国际广播电台
- 朝鲜之声
- 越南之声
- 蒙古之声
- 土耳其之声

### 欧洲
- 圣经之声广播电台（英国）

## 美洲
- 阿根廷国际广播电台
- 世界丰收国际广播电台